# Pontiac Torpedo
La Torpedo è un'autovettura full-size prodotta dalla Pontiac dal 1940 al 1948.

## La prima serie: 1940-1941

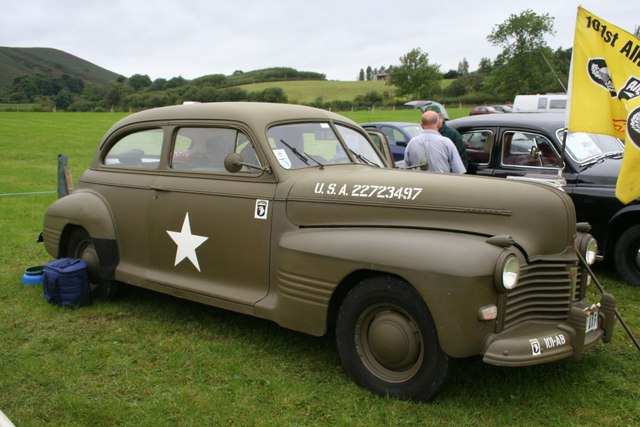
Una Pontiac Deluxe Torpedo due porte berlina del 1941

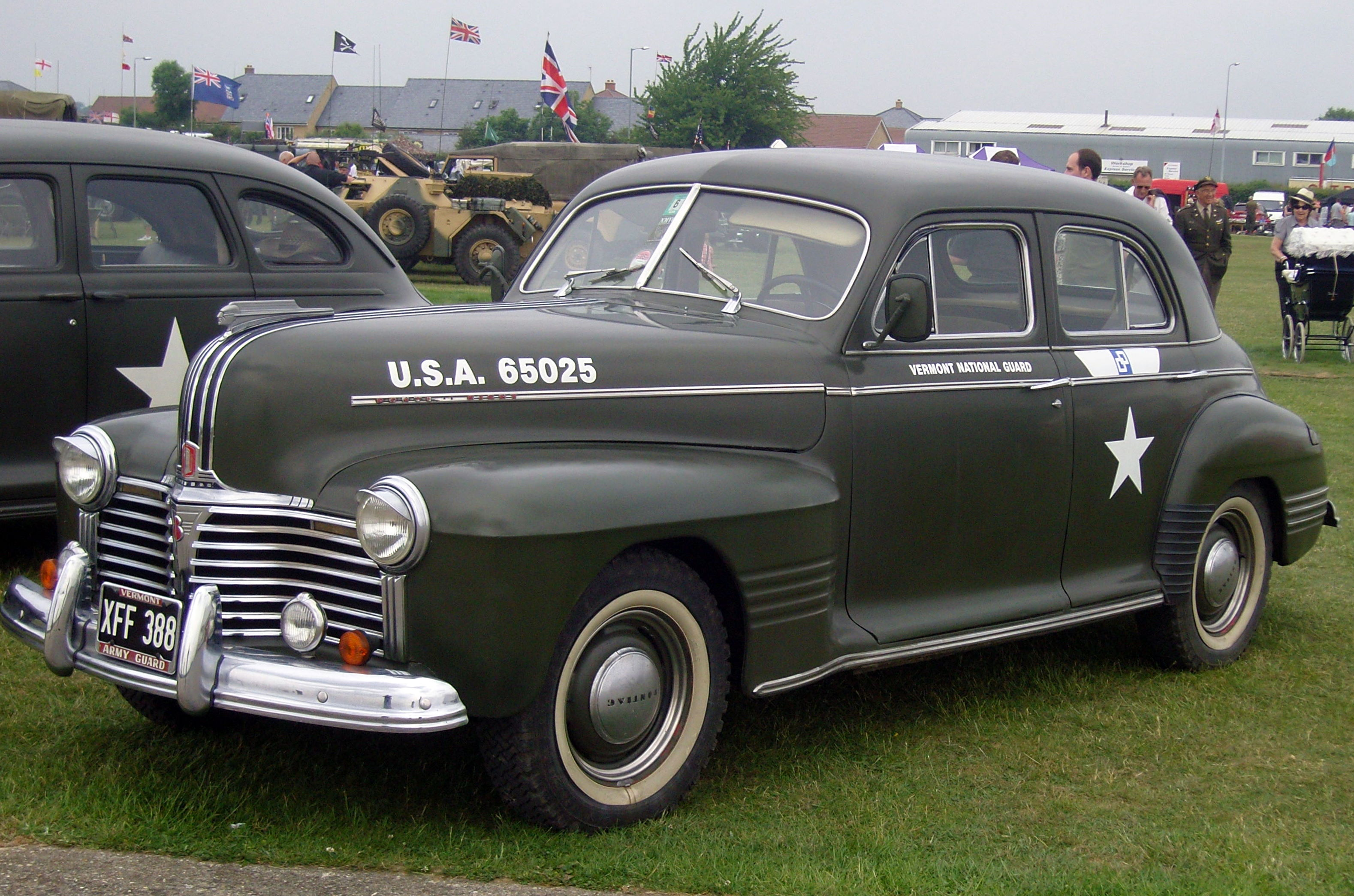
Una Pontiac Deluxe Torpedo Eight Metropolitan berlina del 1941

La prima serie della Torpedo venne introdotta dalla Pontiac nel 1940. Il pianale originario su cui venne basato il modello fu la piattaforma C della General Motors. Assieme alla Oldsmobile, la Pontiac si distingueva per il fatto di utilizzare nell'anno citato tutte e tre le piattaforme General Motors destinate alla grande produzione, ma ciò sarebbe durato solo un anno. La Torpedo condivideva il pianale C con la Cadillac Serie 62, la Buick Roadmaster, la Buick Super e la Oldsmobile Series 90. Questo pianale era caratterizzato da un avveniristico stile "torpedo" molto profilato. I predellini laterali non vennero previsti. Quando la leva del cambio era installata sul piantone dello sterzo, il modello era in grado di ospitare comodamente sei passeggeri. Queste caratteristiche derivavano dalla Cadillac Sixty Special.
Le Torpedo del 1940 avevano in dotazione i vetri più grandi ed i sedili più larghi dell'intera gamma Pontiac. Inoltre, sulle berline a quattro porte, erano montati dei deflettori anteriori e posteriori. La coda era di forma affusolata ed allungata. La parte frontale ed i lamierati erano simili a quelli degli altri modelli Pontiac. Le serrature delle portiere avevano i fori di entrata della chiave di tipo sigillato. Il bocchettone per il rifornimento di carburante era accessibile mediante uno sportelletto apribile sui parafango posteriore sinistro, mentre i bordi dei finestrini erano arricchiti da modanature metalliche.
Inizialmente fu disponibile solamente con motore in linea ad otto cilindri e con carrozzeria berlina due o quattro porte. L'impianto di riscaldamento, l'accendisigari, l'autoradio a sei valvole, l'orologio elettrico e l'illuminazione del bagagliaio erano offerti tra gli optional.
Nel 1941 i pianali A e B della General Motors furono riprogettati, ed ora erano molto simili tra di loro. Le vetture su cui erano basate risultarono più basse e larghe. La Pontiac rinominò l'intera sua gamma "Torpedo". L'offerta iniziava dalla "Deluxe Torpedo" (che era basata sul pianale A e si collocava alla base della gamma), proseguiva con la media "Streamliner Torpedo" (basata sul pianale B) e si completava con la "Custom Torpedo", che era costruita sulla piattaforma C ed era al top della gamma. Tutti i modelli erano disponibili sia con motore a sei cilindri che a otto.  Il primo era un motore a sei cilindri in linea da 3,9 L di cilindrata, mentre il secondo era un propulsore ad otto cilindri in linea da 4,1 L.
Sulla Deluxe Torpedo era installata una calandra con barre orizzontali. Le luci di parcheggio erano inglobate nella calandra stessa. I fanali anteriori erano interamente incassati all'interno di nuovi e più larghi parafanghi. Gli inserti laterali cromati erano applicati sui lati dei parafanghi anteriori e posteriori. A seconda del tipo di motore installato (a sei o otto cilindri), erano collocate, sul cofano e sulle fiancate, le cifre corrispondenti, "6" o "8"; per distinguere i due modelli, erano aggiunti i termini "Six" o "Eight" alla fine del nome della vettura. La Deluxe Torpedo era disponibile in versione berlina, coupé e cabriolet. Quest'ultima aveva la capote ad azionamento elettrico.
Una slanciata linea fastback caratterizzava la Streamliner Torpedo. La linea del padiglione scivolava via dal parabrezza al paraurti posteriore disegnando una linea assai morbida. Il frontale era pressoché identico a quello della Deluxe Torpedo, e le differenze di allestimento tra gli esemplari con motore a sei cilindri e tra quelli con propulsore ad otto cilindri, erano nulle. La tappezzeria era color beige in filo di lana.. Era anche offerta la sottoserie "Super Streamliner Torpedo", che aveva lo stesso corpo vettura, ma possedeva un diverso allestimento interno. Era inoltre dotata di una tappezzeria a due colori in filo di lana con disegno gessato. In aggiunta, aveva in dotazione delle imbottiture in gommapiuma, un orologio elettrico, un volante speciale e dei sedili a divanetto con bracciolo centrale.
La Custom Torpedo era disponibile in versione berlina, coupé e familiare. Quest'ultima presentava dei pannelli in legno. La linea della Custom Torpedo era simile a quelle delle Deluxe e Streamliner.
Il 1941 fu l'ultimo anno in cui la Pontiac offrì un modello basato sul pianale C. Ciò riaccadde solo dal 1971 al 1976 con le Pontiac Safari e Grand Safari
L'unico modo per avere un motore ad otto cilindri su un pianale A della General Motors dal 1941 al 1948 era quello di acquistare una Oldsmobile 68 oppure una Pontiac Deluxe Torpedo Eight.
Questa generazione di Torpedo è stata prodotta a South Gate, Pontiac e Linden. Venne installato un solo tipo di cambio, vale a dire una trasmissione manuale a tre rapporti sincronizzati. Il motore era installato anteriormente, mentre la trazione era posteriore.

## La seconda serie: 1942-1948

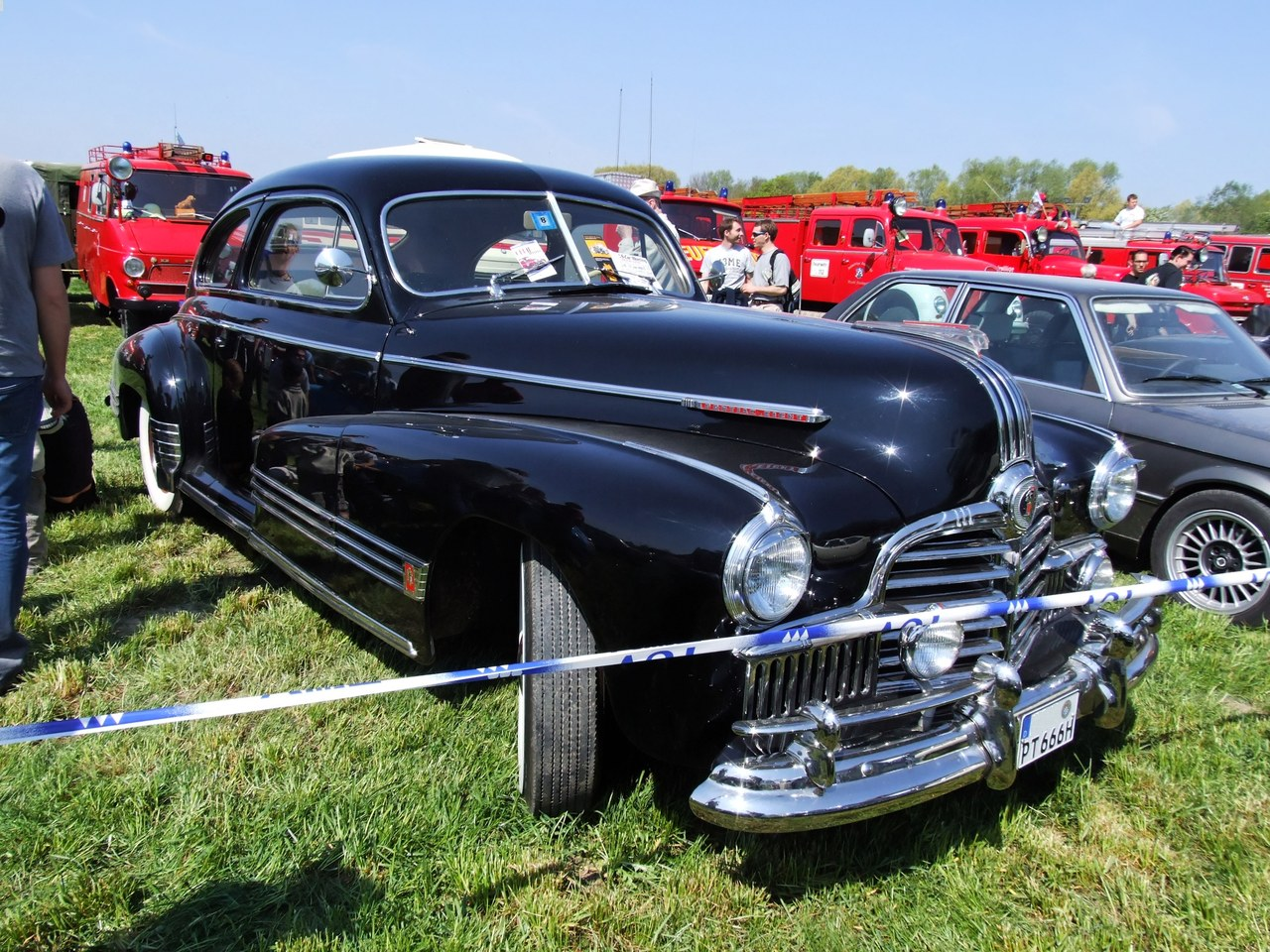
Una Pontiac Torpedo Eight coupé del 1948

Nel model year 1942 il nome "Torpedo" venne assegnato al modello montato sul pianale A, mentre la vettura assemblata sulla piattaforma B fu denominata Streamliner. La calandra era a barre orizzontali, mentre i fari anteriori furono maggiormente distanziati. Dopo il 15 dicembre 1941 fu disponibile l'allestimento 'black-out", dove tutte le parti precedentemente cromate vennero dipinte color "canna di fucile", ossia grigio scuro. Ciò fu fatto perché gli Stati Uniti erano appena entrati nella seconda guerra mondiale, e quindi venne deciso di eliminare dai modelli gli ornamenti superflui per conformarsi al generale clima di austerità. La produzione della Torpedo venne poi temporaneamente sospesa a causa del conflitto.
Le Torpedo postbelliche del 1946 erano molto simili a quelle prodotte prima del conflitto. Il cruscotto conteneva una strumentazione completa con indicatori rotondi. I motori erano gli stessi, vale a dire un propulsore a sei cilindri in linea da 3,9 L di cilindrata, ed un otto cilindri in linea da 4,1 L.
Nel 1947 le Torpedo ebbero installato sul cofano un ornamento del Capo Pontiac. Tra gli optional fu disponibile un'autoradio con otto valvole termoioniche.
Il 1948 fu l'ultimo anno della Torpedo. Nell'anno citato, il cambio automatico Hydramatic fu offerto tra gli optional. L'altra trasmissione disponibile era un cambio a tre rapporti sincronizzati.
Questa seconda e ultima generazione di Torpedo è stata prodotta a South Gate, Pontiac, Wilmington, Atlanta, Kansas City, Framingham e Linden.